# 릴 디키
데이비드 버드(David Burd, 1988년 3월 15일 ~ )는 흔히 릴 디키 (Lil Dicky)로 불리는 미국의 힙합 가수이자 코미디언이다. 유튜브를 통해 "Ex-Boyfriend"의 뮤직비디오로 처음 이름을 알렸으며, 그 외에도 "Save Dat Money", "Professional Rapper" 등의 곡으로 유명하다. 2015년 7월 31일 그는 자신의 데뷔 음반인 Professional Rapper을 발표한다.